# Roumare
Roumare és un municipi francès situat al departament del Sena Marítim i a la regió de Normandia. L'any 2007 tenia 1.348 habitants.

## Demografia

### Població
El 2007 la població de fet de Roumare era de 1.348 persones. Hi havia 455 famílies de les quals 61 eren unipersonals (41 homes vivint sols i 20 dones vivint soles), 154 parelles sense fills, 220 parelles amb fills i 20 famílies monoparentals amb fills.
La població ha evolucionat segons el següent gràfic:
Habitants censats

### Habitatges
El 2007 hi havia 466 habitatges, 452 eren l'habitatge principal de la família, 1 era una segona residència i 12 estaven desocupats. 459 eren cases i 6 eren apartaments. Dels 452 habitatges principals, 405 estaven ocupats pels seus propietaris, 43 estaven llogats i ocupats pels llogaters i 5 estaven cedits a títol gratuït; 8 tenien dues cambres, 19 en tenien tres, 95 en tenien quatre i 330 en tenien cinc o més. 385 habitatges disposaven pel capbaix d'una plaça de pàrquing. A 150 habitatges hi havia un automòbil i a 290 n'hi havia dos o més.

### Piràmide de població
La piràmide de població per edats i sexe el 2009 era:
| Homes | Edats   | Dones |
| ----- | ------- | ----- |
| 0     | 95 o +  | 4     |
| 0     | 90 a 94 | 0     |
| 0     | 85 a 89 | 8     |
| 8     | 80 a 84 | 0     |
| 8     | 75 a 79 | 8     |
| 8     | 70 a 74 | 16    |
| 8     | 65 a 69 | 32    |
| 36    | 60 a 64 | 20    |
| 44    | 55 a 59 | 32    |
| 52    | 50 a 54 | 60    |
| 60    | 45 a 49 | 44    |
| 32    | 40 a 44 | 48    |
| 48    | 35 a 39 | 36    |
| 36    | 30 a 34 | 56    |
| 20    | 25 a 29 | 8     |
| 60    | 20 a 24 | 24    |
| 36    | 15 a 19 | 44    |
| 36    | 10 a 14 | 40    |
| 40    | 5 a 9   | 44    |
| 32    | 0 a 4   | 20    |

## Economia
El 2007 la població en edat de treballar era de 945 persones, 660 eren actives i 285 eren inactives. De les 660 persones actives 614 estaven ocupades (327 homes i 287 dones) i 45 estaven aturades (23 homes i 22 dones). De les 285 persones inactives 80 estaven jubilades, 94 estaven estudiant i 111 estaven classificades com a «altres inactius».

### Ingressos
El 2009 a Roumare hi havia 467 unitats fiscals que integraven 1.322,5 persones, la mediana anual d'ingressos fiscals per persona era de 23.140 €.

### Activitats econòmiques
Dels 40 establiments que hi havia el 2007, 1 era d'una empresa alimentària, 5 d'empreses de construcció, 8 d'empreses de comerç i reparació d'automòbils, 3 d'empreses de transport, 6 d'empreses d'hostatgeria i restauració, 1 d'una empresa financera, 4 d'empreses immobiliàries, 6 d'empreses de serveis, 4 d'entitats de l'administració pública i 2 d'empreses classificades com a «altres activitats de serveis».
Dels 11 establiments de servei als particulars que hi havia el 2009, 1 era un taller de reparació d'automòbils i de material agrícola, 1 paleta, 2 fusteries, 1 lampisteria, 1 electricista, 1 perruqueria, 3 restaurants i 1 saló de bellesa.
Dels 3 establiments comercials que hi havia el 2009, 1 era un supermercat, 1 una botiga de menys de 120 m² i 1 una fleca.
L'any 2000 a Roumare hi havia 15 explotacions agrícoles.

## Equipaments sanitaris i escolars
El 2009 hi havia una escola elemental.

## Poblacions més properes
El següent diagrama mostra les poblacions més properes.